# Hantologie

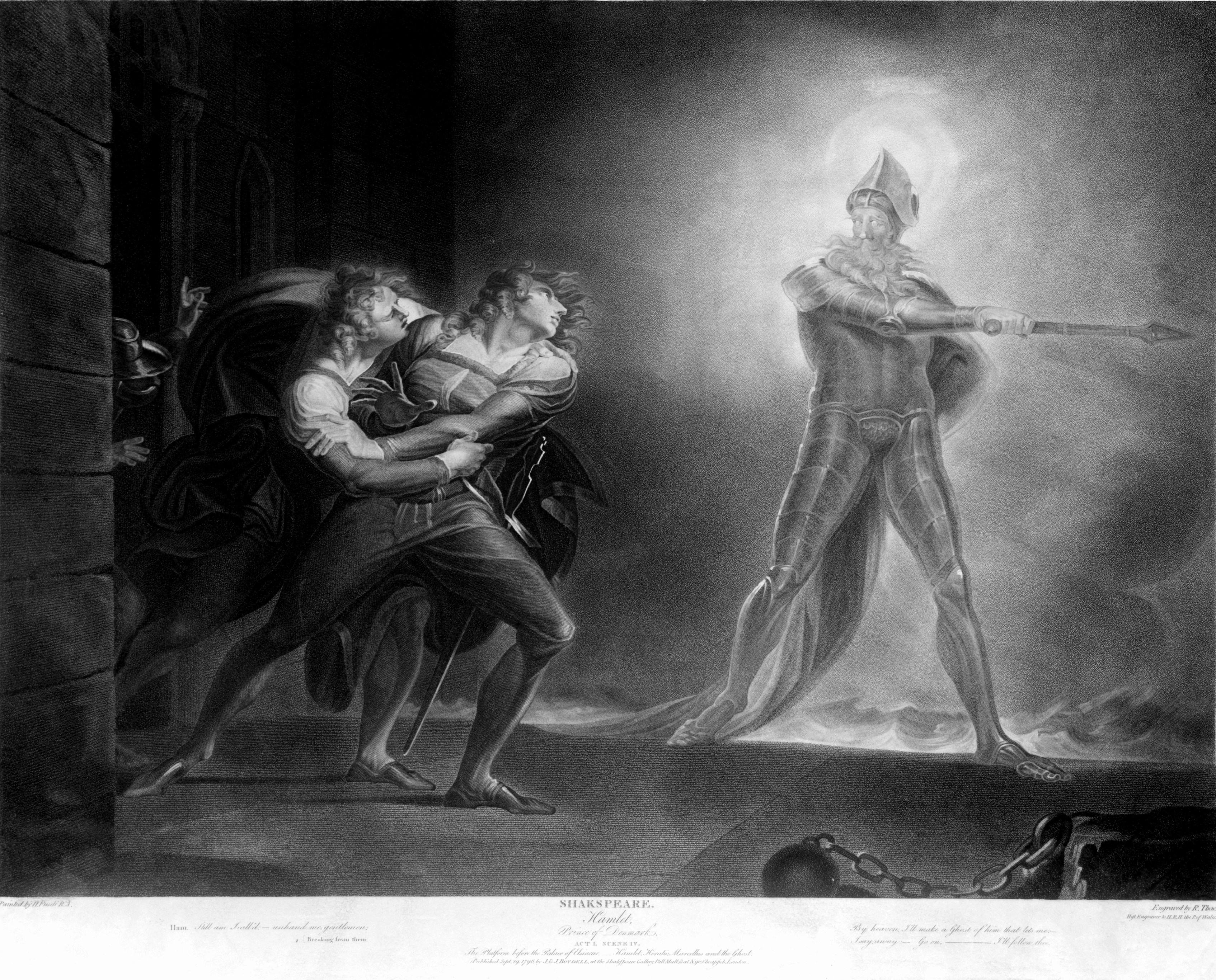
Hamlet, Prince du Danemark, acte I, scène IV, par Henri Fuseli (1789).

Pour les articles homonymes, voir Hantologie (musique).
L'hantologie est un mouvement culturel et artistique apparu au début des années 2000. Il se manifeste dans divers domaines comme la musique, le cinéma, la photographie ou encore les jeux vidéo. Néanmoins c'est par son expression musicale qu'il est le plus connu et, de ce fait, souvent réduit à celle-ci.
L'hantologie consiste en des œuvres qui se construisent à partir d'une trace en provenance du passé. Le plus souvent matérielle, cette trace peut également s'avérer immatérielle. 

## Étymologie
Le mot hantologie est un néologisme inventé par Jacques Derrida, qui s'inspire de la fameuse phrase de Karl Marx dans le Manifeste du parti communiste : « Un spectre hante l’Europe : le spectre du communisme. » À partir de cette notion, Jacques Derrida a écrit un essai intitulé Spectres de Marx (1993), dans lequel il présente l'hantologie comme la manifestation de l'ontologie d'une trace à la fois visible et invisible issue du passé qui hante le présent. Il s'appuie pour cela sur l'exemple du communisme qui, bien que disparu dans sa forme originelle, continue d'exister implicitement dans les esprits.

## Histoire

### Origines
En 2005, et plus spécifiquement 2006, des essayistes, journalistes et blogueurs anglais, tels que K-Punk (Mark Fisher), Simon Reynolds, Mike Powell, Adam Harper et Ken Hollings ont commencé à employer le terme "hantologie" pour décrire les œuvres, en particulier musicales, d'artistes qui utilisent des enregistrements du passé comme matière brute et qui retravaillent à même celle-ci pour composer une musique à la fois très actuelle et emplie des traces du passé. Très liées à la Musique concrète et au travail en studio sur la matière, ces artistes ont recours à des vieux enregistrements, à des bandes d'anciennes émissions de radio, à des vieux jingles de pub, à des craquements de vinyles... 
Les premiers artistes représentatifs du mouvement sont The Focus Group (en), James Leyland Kirby, William Basinski, Burial et Ariel Pink. Le groupe Boards of Canada est aujourd'hui considéré comme l'un des précurseurs du genre, même s'il ne s'inscrit pas directement dans ce mouvement. On peut également citer The Caretaker (album An Empty Bliss Beyond This World), l'américain Akira Rabelais, ou le label Ghost Box. D'autres groupes tel Soulsavers composent des morceaux pouvant appartenir à ce style (les ambiances instrumentales de Broken et It's Not How Far you Fall, it's The Way you Land notamment).

### Hantologie visuelle
Dans le domaine des arts visuels, on peut citer  le cinéaste Ken McMullen avec le film Ghost Dance (1983) dans lequel Jacques Derrida apparaît. L'artiste Grégory Chatonsky fait référence régulièrement au concept d'hantologie depuis 1995  à propos de Incident of the last century, Sampling Sarajevo (1998) et de Revenances (2000) directement inspiré par les écrits de Jacques Derrida.